# Cryptobatrachus ruthveni
Cryptobatrachus ruthveni är en groddjursart som beskrevs av Lynch 2008. Cryptobatrachus ruthveni ingår i släktet Cryptobatrachus och familjen Hemiphractidae. Inga underarter finns listade i Catalogue of Life.